# Interférométrie des tavelures
L'interférométrie des tavelures est une technique de traitement d'image utilisée en astronomie qui permet d'augmenter de façon radicale le pouvoir de résolution d'un télescope au sol. Mise au point en 1970 par l'astronome français Antoine Labeyrie, son utilisation a mené à nombre de découvertes, dont les diamètres d'étoiles, la lune de Pluton, Charon, la qualité binaire de certaines étoiles autrement perçues comme simples, et la détection de taches solaires à la surface d'étoiles géantes comme Bételgeuse.
Au sol, dans le domaine optique, les télescopes sont confrontés à la turbulence atmosphérique qui est à l'origine de l'étalement des images (perte de cohérence spatiale de l'onde) formant des tavelures (« speckles » en anglais). Antoine Labeyrie trouvera une solution à ce problème en « figeant » la turbulence grâce à une succession rapide de poses élémentaires de quelques millisecondes. Cette technique rendra aux grands télescopes leur pouvoir de résolution théorique. Fort de ce succès, Labeyrie imagine de mettre en phase les images focales de plusieurs télescopes, ce qu'on appelle la synthèse d'ouverture optique. Les premières franges d'interférence obtenues par ce moyen seront observées en 1974.